# Norge (dirigible)

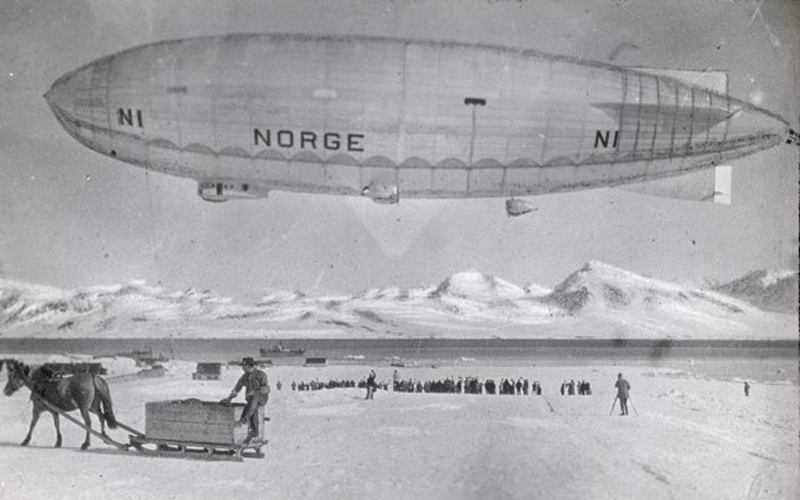
Dirigible Norge sobre Ny-Ålesund, 1926.

El dirigible Norge fue una aeronave de tipo semi-rígido fabricado en Italia que llevó a cabo lo que muchos consideran el primer vuelo verificado sobre el Polo Norte el 12 de mayo de 1926. También fue el primer aparato volador que realizó un trayecto entre Europa y América sobre el hielo polar. La expedición fue idea del explorador polar Roald Amundsen , siendo el que la organizó y lideró. El diseñador del dirigible y piloto del mismo fue Umberto Nobile, también  participó en el vuelo el explorador norteamericano Lincoln Ellsworth, quien junto con el Aero Club de Noruega financiaron el viaje.

## Especificaciones y diseño
El Norge fue el primer dirigible semirrígido de la clase N diseñado y construido por Umberto Nobile a partir de 1923. Siguiendo las cláusulas del contrato de venta firmado con Noruega, el Norge fue reformado para adaptarlo a las condiciones del Ártico. La envoltura presurizada fue reforzada con enrejados metálicos en la popa y en la proa, conectando ambos extremos a la quilla mediante un tubo flexible de metal. Esta se recubrió de tela y se utilizó como espacio de almacenamiento y para la tripulación. Llevaba tres góndolas para otros tantos motores y una cabina de control separada de ellas, todo en la parte inferior de la quilla. El Norge fue el primer dirigible semirrígido italiano dotado con una cola cruciforme desarrollada por la empresa Schütte-Lanz. 

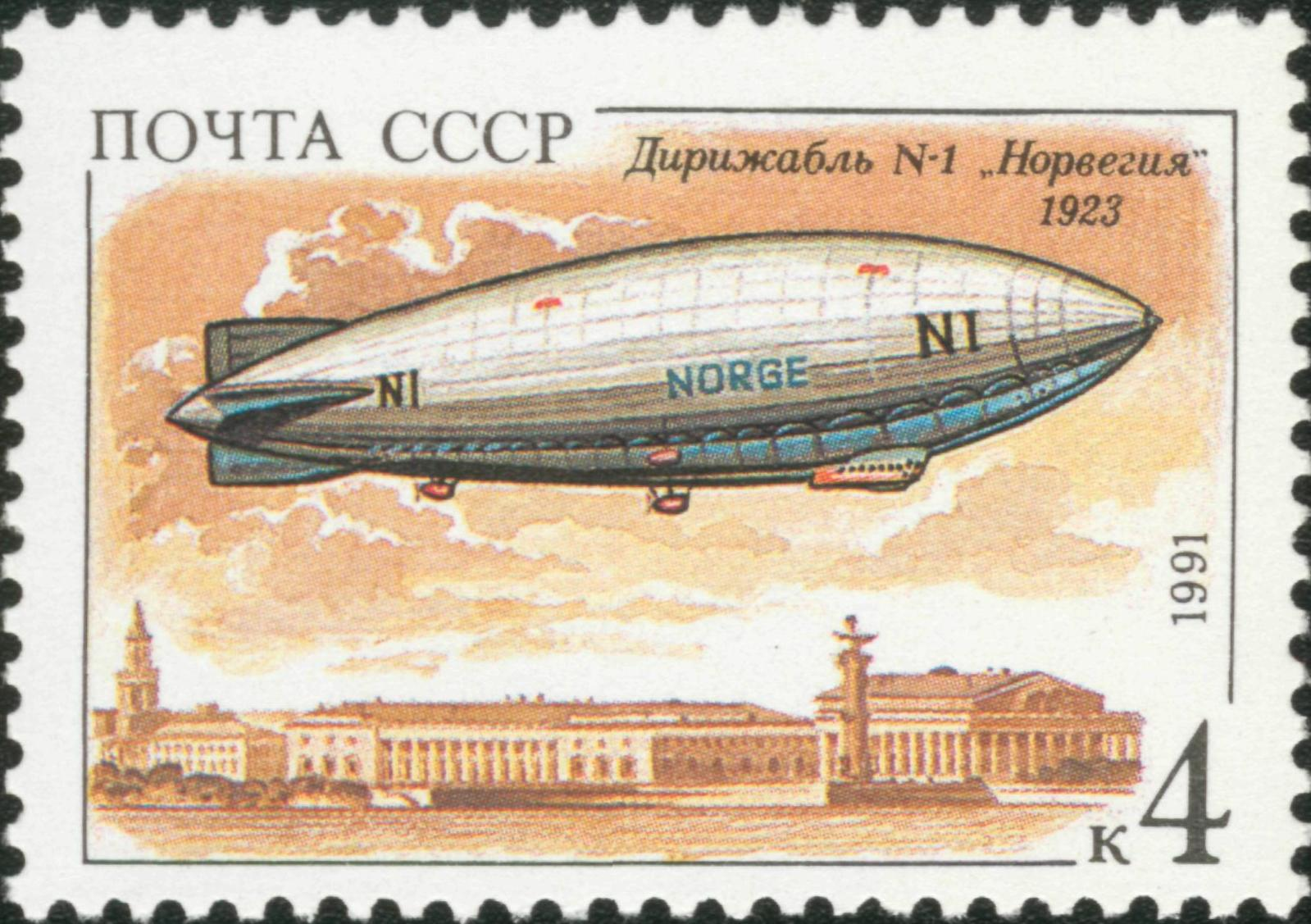
Sello soviético de 4 kopeks de 1991. Dirigible N-1 "Norge" sobre Leningrado en 1923.

## Especificaciones

### Características (Norge)
- Tripulación: 14 personas
- Gas de elevación: Hidrógeno (19.000 m³)
- Primer vuelo: 1926 como Norge, antes como N-1
- Longitud: 106 m
- Diámetro: 26 m
- Altura: 19.5 m 19.000 m³
- Carga útil: 9.500 kg (20,900 lb)
- Planta motriz: 3x Maybach Mb.IV 6 cilindros. Motor de pistón en línea refrigerado por agua, 190 kW (260 hp) cada uno

### Rendimiento
- Velocidad máxima: 115 km/h (71 mph, 62 nudos)

## Expedición polar
En 1925, Amundsen telegrafió a Nobile pidiéndole que se reuniese con él en Oslo, para tratar sobre una expedición aérea a través del Ártico. Nobile, le explicó que el dirigible que estaba operativo en ese momento, el N-1, era demasiado pesado para ese viaje, y le sugirió utilizar el dirigible tipo N que estaba construyendo. Dado que Amundsen insistió en que la aeronave debía estar lista para 1926, Nobile no tuvo más remedio que modificar el NI para que tuviese un mayor alcance y para soportar el frío ártico. Los noruegos compraron el N-1 y lo rebautizaron como Norge y Nobile se comprometió a pilotarlo.

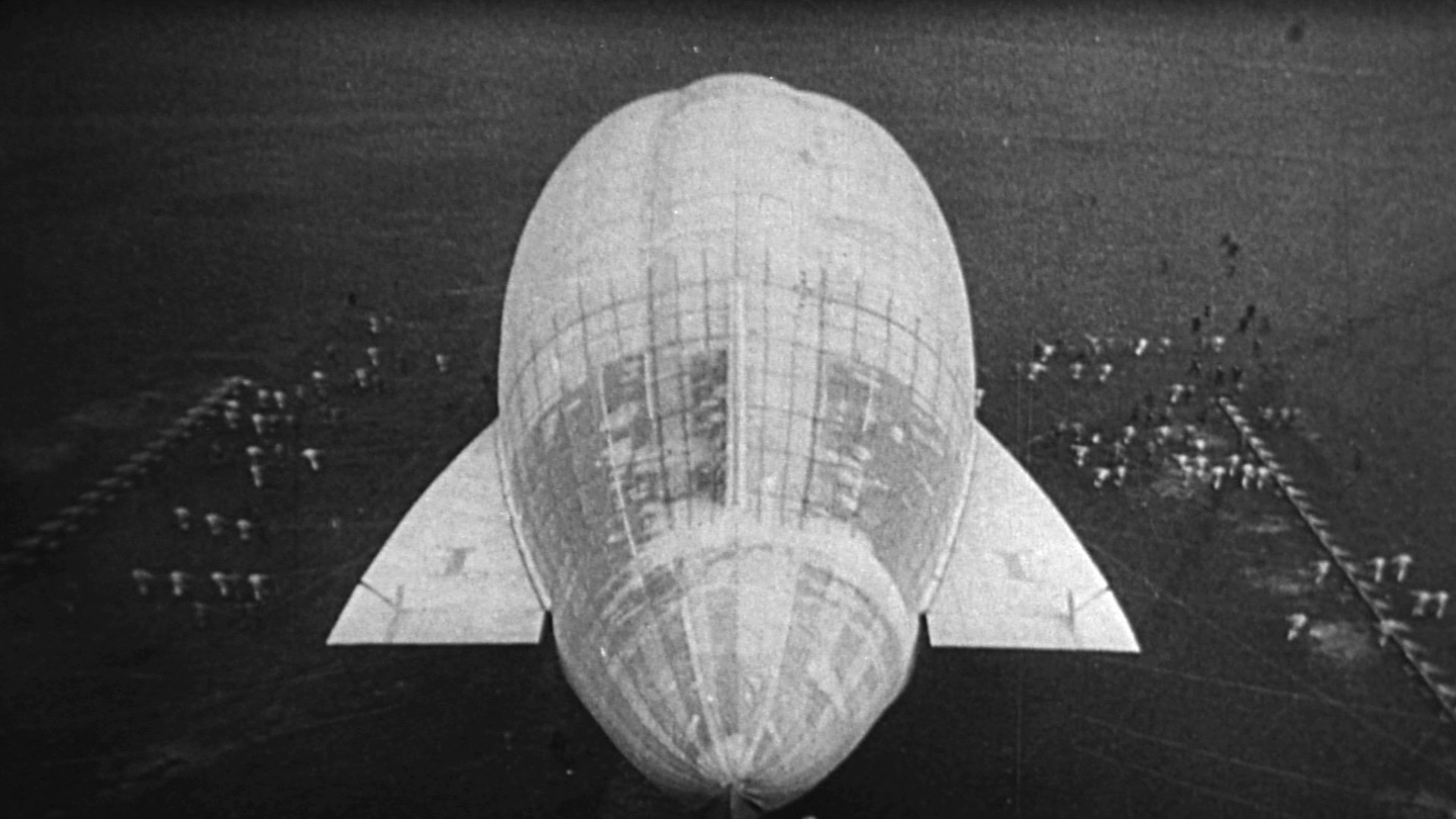
Dirigible Norge, 1928.

El viaje para sobrevolar el Polo Norte se inició en Roma el 29 de marzo de 1926, deteniéndose el dirigible en Pulham, Inglaterra, durante dos días antes de volar a Oslo, Noruega, el 14 de abril. A continuación, voló a Vadsø, en el norte de Noruega, vía Leningrado, donde el mástil de atraque del dirigible sigue en pie hoy en día. La expedición cruzó el Mar de Barents para llegar a la bahía King en Ny-Ålesund, Svalbard. Allí Nobile se encontró con Richard Evelyn Byrd que estaba preparando su aeroplano Fokker F.VII para realizar un vuelo con la intención de alcanzar el Polo Norte. Nobile le explicó que el viaje del Norge tenía el objetivo de sobrevolar el mar entre el Polo y Alaska que aún seguía inexplorado, pues algunos pensaban que en esa zona había tierra aún sin descubrir. Esta sería la última parada antes de sobrevolar el polo. La aeronave dejó Ny-Ålesund para el tramo final del viaje a través del hielo polar el 11 de mayo a las 9:55 horas.
Los 16 miembros de la expedición eran, además de Amundsen, el diseñador de la aeronave y piloto Umberto Nobile, el explorador polar y patrocinador de la expedición Lincoln Ellsworth, el explorador polar Oscar Wisting que actuó como timonel. Otros miembros de la tripulación fueron el primer teniente Hjalmar Riiser-Larsen en funciones de navegante; el primer teniente Emil Horgen, encargado de los atraques y elevaciones; el capitán Birger Gottwaldt, experto en radio, el Dr. Finn Malmgren de la Universidad de Uppsala, meteorólogo; Fredrik Ramm, periodista; Frithjof Storm-Johnsen, operador de radio; teniente Oscar Omdal, ingeniero de vuelo; los miembros italianos de la tripulación fueron Cecioni, jefe mecánico; el aparejador Alesandrini, y los mecánicos Arduino, Caratti y Pomella. Titina, el perro de Nobile, también iba a bordo.

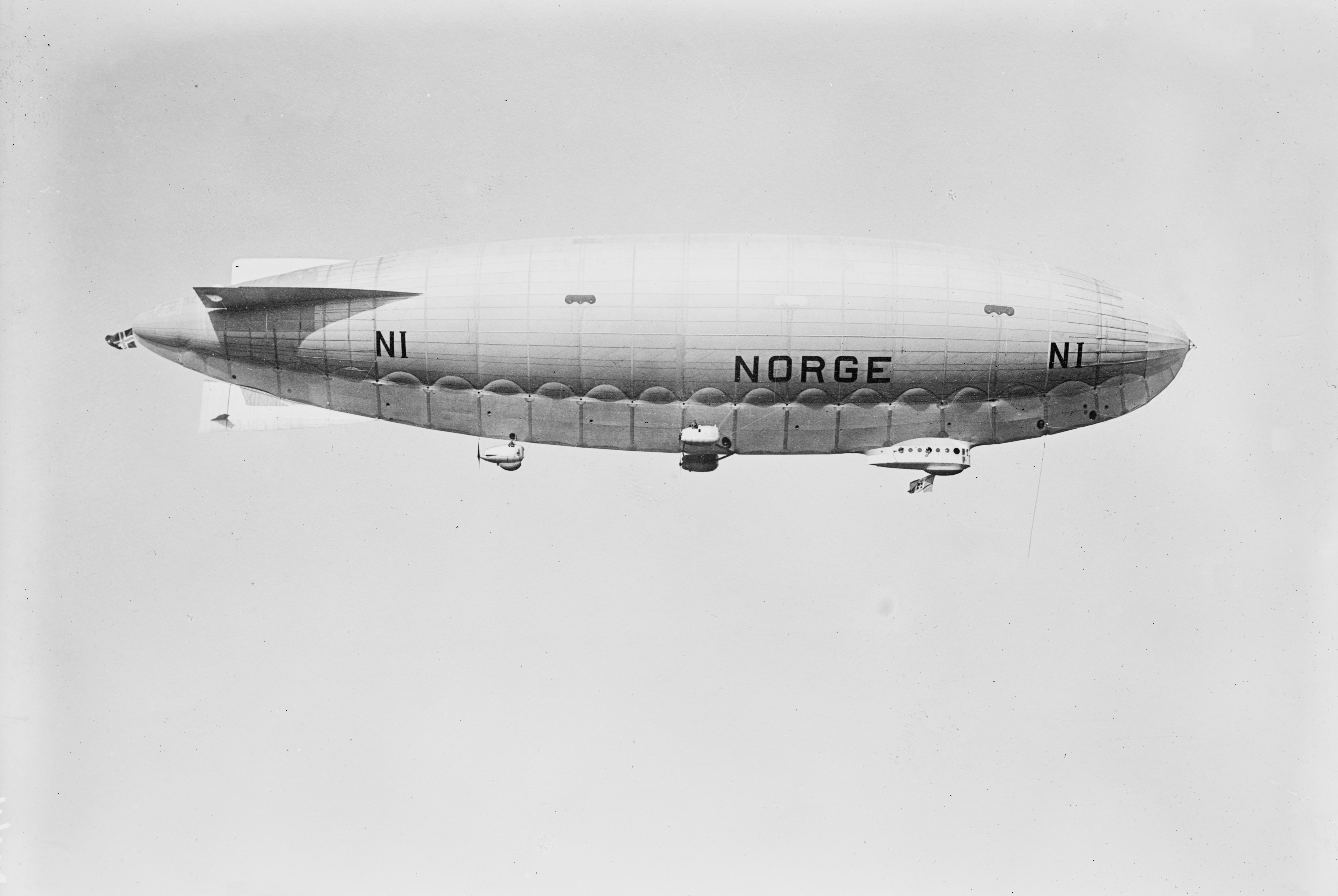
El dirigible Norge en vuelo.

El 12 de mayo, a las 01:25 hora GMT, alcanzaron el Polo Norte, momento en el que se dejaron caer sobre el hielo las banderas noruega, italiana y norteamericana. Amundsen recordó con desprecio, que gracias a Nobile, el dirigible se había convertido en un vagón de circo aéreo.
El 14 de mayo la aeronave llegó a la aldea esquimal de Teller en Alaska, donde en vista del empeoramiento del tiempo, se tomó la decisión tomar tierra en lugar de seguir hasta Nome.
Las tres visitas anteriores al Polo Norte fueron hechas por Frederick Cook en 1908, Robert Peary en 1909, y Richard Evelyn Byrd en 1926 (tan sólo unos días antes que el Norge), entre ellas hay alguna de dudosa exactitud e incluso de fraude. De lo que si hay constancia es que la alegación de la expedición del Norge de haber alcanzado el Polo Norte, fue la primera verificada sin dejar lugar a la más mínima duda. 
Durante los tres días de vuelo el Norge no pudo trasmitir por radio, lo hicieron al llegar a Teller, donde encontraron una pequeña radio. Después de cruzar el polo, el hielo acumulado sobre el dirigible comenzó a causar problemas, ya que algunas piezas se rompieron y la cubierta fue agujereada por fragmentos de hielo expelidos por las hélices. Nobile informó que tuvieron que reparar muchos agujeros.
La aeronave fue posteriormente vendida al Aeroclub de Noruega y fue rebautizada de nuevo.